# جيمس د. فيني
جيمس د. فيني هو قاضي وسياسي كندي، ولد في 17 نوفمبر 1844 في كندا، وتوفي في 28 فبراير 1915 بفريدريكتون في كندا. انتخب عضو الجمعية التشريعية لنيو برونزويك ‏.